# Hackney (bydel)
Hackney

Vist i Greater London
| Status                | Bydel i London |
| Areal:                | 19,06 km²      |
| Befolkning:           | 210.213 (2002) |
| Befolkningstæthed:    | 11.029 pr. km² |
| ONS-kode:             | 00AM           |
| Adm. center:          | Hackney        |
| Adm. grevskab:        | Greater London |
| Ceremonielt grevskab: | Greater London |
|                       |                |
| Region:               | Greater London |
|                       |                |

Hackney er en bydel i den nordøstlige del af det indre London. Den blev oprettet i 1965, da distrikterne Hackney, Shoreditch og Stoke Newington blev slået sammen. Den er en af Londons fattigste bydele, men har samtidig et rigt kulturliv. Hackney var en af fem bydele som skulle være værtskab når Sommer-OL 2012 bliver arrangeret i London.
Bydelen har en direkte valgt borgmester, men er også underlagt Greater Londons myndigheder.
Hackney er den eneste bydel i indre London nord for Themsen som ikke har en undergrundsstation, hvis man ser bort fra Manor House, som ligger på grænsen til Haringey.

## Steder i Hackney
- Dalston
- Hackney
- Hackney Marshes
- Hackney Wick
- Haggerston
- Homerton
- Hoxton
- Lea Bridge
- Lower Clapton
- Manor House (delvis i Haringey)
- Shacklewell
- Stamford Hill
- Stoke Newington
- South Hackney
- Upper Clapton
- Victoria Park